# Nobuhiko Obayashi
Nobuhiko Obayashi (en japonés: 大林宣彦, Onomichi, 9 de enero de 1938 - Setagaya, Tokio; 10 de abril de 2020) fue un director, guionista y editor de películas y anuncios de televisión japonés. Pionero en el uso de las cintas de 8 y 16 mm. en Japón. Sus películas se caracterizan por su estilo visual surrealista.

## Biografía
Inició estudios de medicina, que abandonó por el cine, a mediados de los años cincuenta ingresó en la Universidad de Seijo para estudiar artes. Junto a Shuji Terayama y Donald Richie inició varios proyectos de cine experimental.
Comenzó su carrera durante los años 1960 como una figura pionera en el cine experimental japonés, etapa que duró diez años, y dirigiendo comerciales, algunos de ellos protagonizados por el actor Charles Bronson para una campaña de productos masculinos, antes de pasar a dirigir obras más convencionales, como televisión y largometrajes.

### Etapa experiemental
Pionero en el uso del 8 mm. y 16 mm. considerados para no profesionales y grabaciones caseras, encontró en estos formato una fórmula económica y adaptable a su concepto que aplicó a las series de cortos y mediometrajes donde empleó la técnica stop-motion –animación en volumen– con un estilo personal diferenciado, un ejemplo de ello fueron Dandanko (1960), E no Naka no Shoujo (1960) ambas de 8 mm. Junto a la técnica stop-motion, usó montajes en los que acelera y desacelera los planos con los que sus cintas adquieren dinamismo, esta técnica la aplicó en Mokuyoubi (1961), Katami (1963), Nakasendo (1963) y en Onomichi (1963) una serie de tema paisajístico. Durante esta etapa empleó además técnicas como el montaje fragmentado, música pop inspirado en el fotograba parpadeo. Esta etapa finaliza con Confession en 1968, en el que el director pasó una periodo de diez años sin rodar.

### Retorno
Tras un periodo de diez años sin producción, estreno como director rodando Hausu estrenada 1977. La película fue encargada por la productora Toho en 1975, quien le propuso rodar fuera del circuito comercial convencional. El guion de Hausu partió del bombardeo de Hiroshima y da una vuelta de turca al género de terror dando lugar a una cinta experimental aclamada por la crítica internacional.
Pese a que permanece mayormente desconocido fuera de Japón, ha rodado más de cuarenta películas en sus 50 años de trabajo en el medio. Su obra póstuma fue Labyrinth of Cinema (2019).
Su última obra Labyrinth of Cinema (2019), tenía previsto su estreno el 10 de abril de 2020, pero fue retrasado debido a la pandemia mundial por coronavirus.

## Fallecimiento
En agosto de 2016 fue diagnosticado de cáncer de pulmón en estadio IV, con una esperanza de vida de tres meses, falleció cuatro años después, el 10 de abril de 2020, a los 82 años en su domicilio en Setagaya, Tokio a causa de dicha enfermedad.

## Películas
- Dandanko (1960)
- Mokuyoubi (1961)
- Katami (1963)
- Nakasendo (1963)
- Onomichi (1963)
- Tabeta Hito (1963)
- Emotion (1966)
- Et mourir de plaisir (1960)
- Hausu (1977)[3][7]
- Tenkōsei (1982)
- Toki wo kakeru shōjo (1983)
- Shōnen Keniya (1984)
- Sabishinbou(1985)
- Hyōryū Kyōshitsu (1987)[8]
- Futari (Chizuko's Younger Sister) (1991)
- Hanagatami (2017)
- Labyrinth of Cinema (2019)

## Premios y menciones
- Premio especial del jurado en Exprmntl 3, festival experimental, Bélgica (1963), obra Tabeta Hito.[4]
- Medalla de Honor (la Cinta Púrpura), 2004.[4]
- Orden del Sol Naciente en 2009[4]
- Mainichi a la Mejor Película, por Hanagatami (2017)[4]
- Mérito cultural, 2019.[9]